# Białe Karpaty
Białe Karpaty (513.411, cz. Bílé Karpaty, słow. Biele Karpaty) – pasmo górskie na granicy Czech i Słowacji. Należą do fliszu Karpat Słowacko-Morawskich (Bielaw) w Zewnętrznych Karpatach Zachodnich.
Białe Karpaty rozciągają się na długości niemal 100 km na osi południowy zachód – północny wschód, od okolic Skalicy i Myjavy do okolic Púchova. Na północy graniczą ze zbiegającymi się pasmami Jaworników i Gór Wizowickich, od których oddziela je dolina rzeki Biela Voda z Przełęczą Łyską (słow. Lyský priesmyk). Na wschodzie wyraźną granicę stanowi dolina Wagu, za którą leżą Góry Strażowskie i Góry Inowieckie. Na południu, w okolicach Myjavy i Nowego Miasta nad Wagiem od Białych Karpat oddziela się pasmo Małych Karpat; oba pasma łączy Pogórze Myjawskie. Na południowym zachodzie Białe Karpaty graniczą z doliną Morawy, na północnym zachodzie dolina rzeki Olšava oddziela je od Gór Wizowickich.
Białe Karpaty mają łagodne stoki i płaskie wierzchowiny, pocięte głębokimi i szerokimi dolinami rzek i potoków, spływających do Wagu i Morawy. Najwyższe szczyty to Wielka Jaworzyna (970 m n.p.m.), Veľký Lopeník (912 m n.p.m.) i Javorník (783 m n.p.m.) w środkowej części pasma, Chmelova (925 m n.p.m.) na północnym krańcu oraz Žalostina (622 m n.p.m.) na południu. Białe Karpaty dzieli się na mniejsze jednostki fizycznogeograficzne (od południa):
- Wyżyna Żałostyńska (słow. Žalostinská vrchovina),
- Pogórze Jaworzyńskie (słow. Javorinská hornatina),
- Beštiny,
- Pogórze Lopenickie (słow. Lopenická hornatina),
- Wyżyna Suczańska (słow. Súčanská vrchovina),
- Kobylináč,
- Pogórze Kiczerskie (słow. Kýčerská hornatina),
- Skały Boszackie (słow. Bošácké bradlá),
- Skały Wrszackie (słow. Vršatské bradlá).

Klimat Białych Karpat jest umiarkowany. Góry są porośnięte lasami liściastymi, głównie dębowo-grabowymi i bukowymi. Specyficzną cechą krajobrazu są rozległe łąki z samotnymi drzewami. Łąki białokarpackie są porośnięte między innymi przez endemiczne gatunki storczykowatych. Roślinność ciepłolubna przenika się tu z roślinnością górską. Bogate jest również życie zwierzęce, w tym gatunki zwierzyny łownej. Przyroda Białych Karpat jest chroniona przez dwa obszary chronionego krajobrazu, z licznymi rezerwatami, po obu stronach granicy (słowacki od 1979, czeski od 1980).
Grzbietem Białych Karpat biegnie granica Czech i Słowacji. W poprzek granicznego grzbietu biegną drogi łączące dolinę Wagu z doliną Morawy: Púchov – Zlin (Przełęcz Łyska, 528 m n.p.m., droga 49), Dubnica nad Váhom – Bylnice (droga 57), Trenczyn – Uherské Hradiště (Przełęcz Vlarska, 284 m n.p.m., droga 50, szlak E50), Nové Mesto nad Váhom – Veselí nad Moravou (droga 54), Myjava – Veselí nad Moravou.